# Teoria do estado de transição
A teoria do estado de transição, também conhecida como teoria do complexo ativado, foi desenvolvida simultaneamente por Henry Eyring, Meredith Gwynne Evans e Michael Polanyina década de 1930. Tem como objetivo explicar a velocidade de reações químicas elementares. Para isso, é proposto que os reagentes e o complexo ativado estejam em equilíbrio químico especial (quase-equilibrio). Durante a formação do complexo ativado, a ligação que será formada está parcialmente estabelecida, enquanto as ligações entre os átomos das moléculas dos reagentes estão se distanciando. Esse processo é exemplificado na figura 1.

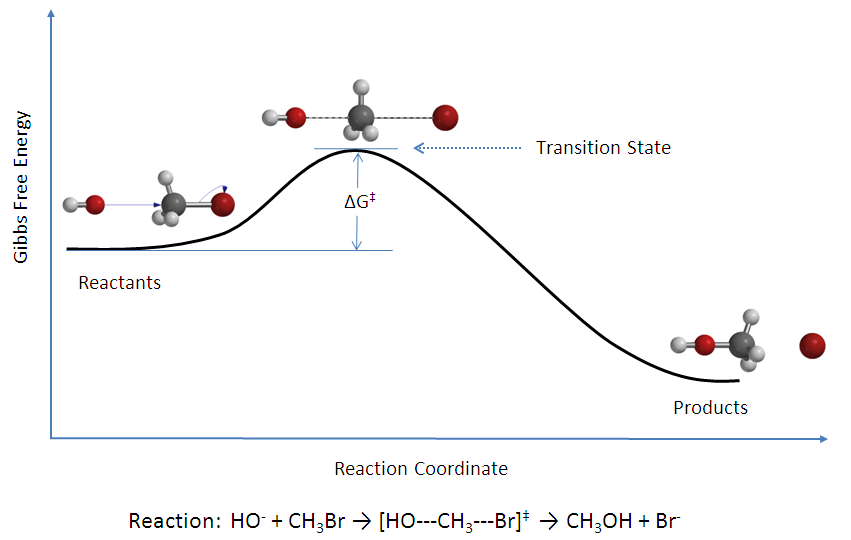
Figura 1: Diagrama de coordenada de reação.

Na região de pico da curva (fig.1) na qual o complexo ativado está localizado, a configuração está de tal maneira que qualquer distorção adicional leva a formação dos produtos da reação. Essa configuração é chamada de estado de transição da reação e é possível que o arranjo de moléculas seja revertido para os reagentes, contudo, quando essa condição é ultrapassada a formação dos produtos é inevitável.
A teoria traz diversas vantagens como a obtenção do termo relacionado ao fator frequência por considerações teóricas e a possibilidade de expressar parâmetros cinéticos em termos de funções termodinâmicas.
Henry Eyring recebeu o prémio Wolf de química em 1980 e a medalha nacional de ciências em 1966 pelo desenvolvimento da teoria, que é considerada um dos mais importantes desenvolvimentos da química do século 20.